# Sprietmast

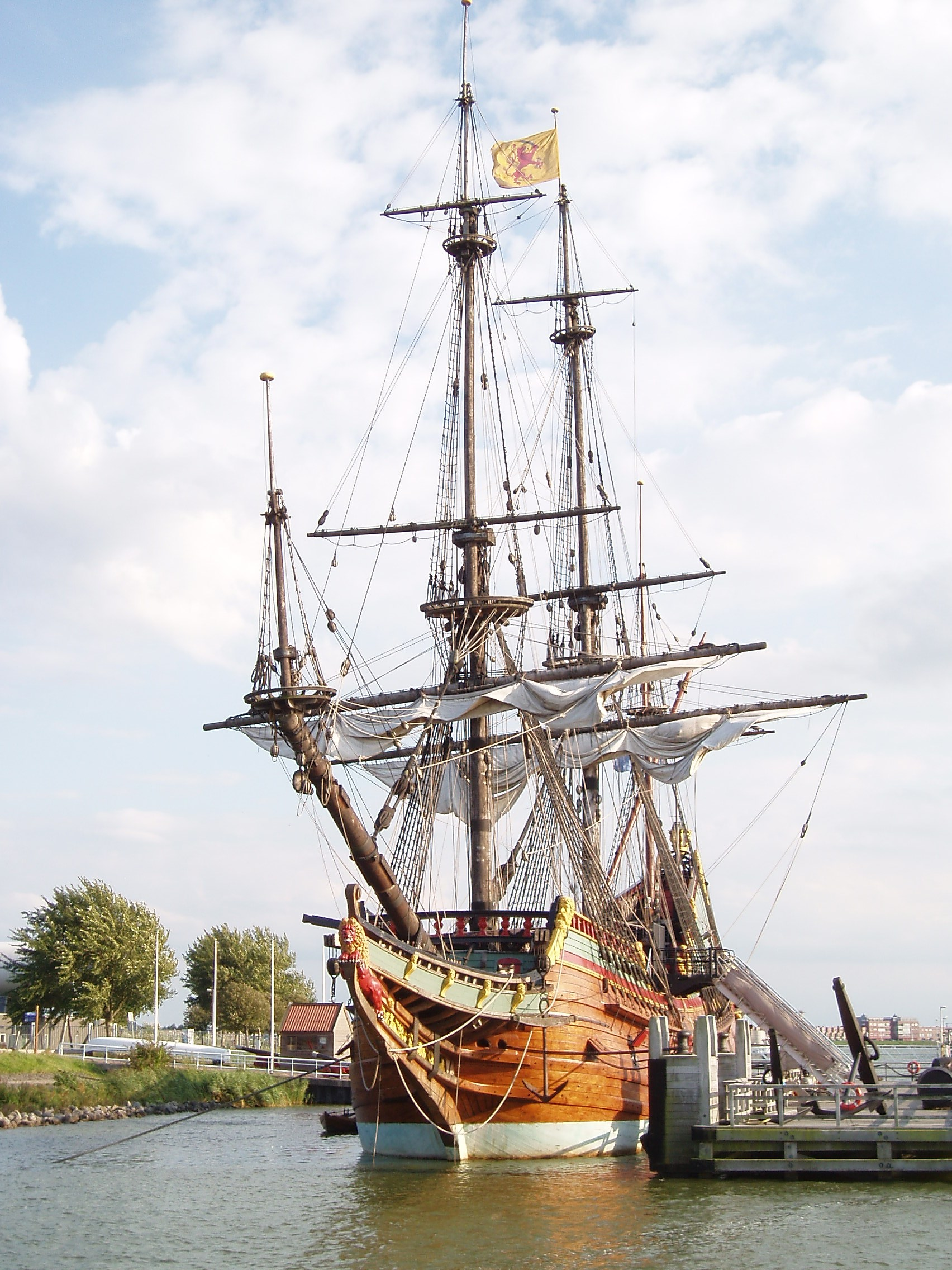
Fregatte Replica der Batavia mit Sprietmast

Der Sprietmast war ein vom ausgehenden 16. Jahrhundert bis etwa 1720 gebräuchlicher vorderer Mast auf Segelschiffen, der auf dem Bugspriet lotrecht stand und ein Rahsegel (Oberblinde) führte.
Später verzichtete man auf den Sprietmast zu Gunsten eines Klüverbaums.